# Fonds pétrolier national d'Azerbaïdjan
Le Fonds pétrolier d'État de la République d'Azerbaïdjan (en anglais : State Oil Fund of Azerbaijan, SOFAZ) est le fonds souverain de l'Azerbaïdjan, grâce auquel les revenus liés à l'énergie sont accumulés et gérés pour les générations futures. Toutefois, le fonds a été critiqué pour son manque de transparence et pour l'enrichissement personnel des élites politiques de l'Azerbaïdjan,.

## Histoire
Le SOFAZ a été créée par le décret n° 240 du 29 décembre 1999 du Président de l'Azerbaïdjan Heydar Aliyev. Son statut a été approuvé par le décret du président n° 434 du 29 décembre 2000. Il a commencé ses activités après l'approbation du Décret sur les «Règles de gestion des avoirs en devises du Fonds national du pétrole de la République d'Azerbaïdjan» par le président de la République d'Azerbaïdjan en date du 19 juin 2001. La création de SOFAZ joue un rôle clé dans la stratégie pétrolière fondée par Heydar Aliyev.

## Mission
La mission du SOFAZ est de transformer des réserves d'hydrocarbures épuisables en actifs financiers générant des revenus perpétuels pour les générations actuelles et futures.

## Gestion
Un conseil de surveillance, composé de représentants des autorités de l'État et des organismes publics, assure le contrôle général des opérations du SOFAZ. Il examine et évalue le projet de budget annuel, le rapport annuel et les états financiers du SOFAZ, ainsi que le rapport d'audit. Ses membres sont approuvés par le Président de la République et agissent entièrement sur une base volontaire.
Les activités quotidiennes du SOFAZ sont gérées par son directeur exécutif nommé par le président de la République.
Le Directeur exécutif représente le Fonds, nomme et révoque les employés du SOFAZ selon des modalités déterminées par la législation, assure la gestion opérationnelle des activités du SOFAZ, assure la gestion et l'investissement de ses actifs conformément aux Directives approuvées par le Président de la République.
L'exécution du budget du SOFAZ est mise en œuvre sur la base des commentaires fournis par le Conseil de surveillance conformément au budget approuvé par les Ordonnances du Président de la République. Les actifs du SOFAZ sont gérés conformément aux « Règles de gestion des avoirs en devises du Fonds pétrolier national de la République d'Azerbaïdjan » et à sa politique d'investissement.

## Revenus de SOFAZ
Les sources de revenus du SOFAZ sont :
- Recettes générées dans le cadre d'accords de partage de production provenant des ventes de la part d'hydrocarbures de la République d'Azerbaïdjan ;
- Bonus versés dans le cadre des accords de partage de production ;
- Les frais de superficie payés par les investisseurs étrangers pour l'utilisation des surfaces du contrat dans le cadre du développement des ressources en hydrocarbures ;
- Dividendes payés dans le cadre des accords de partage de production ;
- Recettes générées par le transit du pétrole et du gaz sur le territoire de la République d'Azerbaïdjan ;
- Les revenus générés par le transfert d'actifs des investisseurs ;
- Revenus de gestion des actifs du SOFAZ ;
- Subventions ;
- Autres revenus selon la législation.

## Buts et objectifs
La pierre angulaire du SOFAZ est d'assurer l'égalité intergénérationnelle en ce qui concerne la richesse pétrolière du pays. Il a été fondé pour gérer les revenus pétroliers et gaziers et les investir dans le développement de projets socio-économiques importants et de faire progresser d'autres sphères[pas clair].
L'activité du SOFAZ est orientée vers la réalisation des objectifs suivants :
- Soutenir la stabilité macroéconomique, participer à la discipline fiscale et à la diminution de la dépendance vis-à-vis des recettes pétrolières tout en stimulant le développement du secteur non pétrolier ;
- Financer des projets d'envergure nationale pour soutenir le progrès socio-économique ;
- Assurer l'égalité intergénérationnelle en ce qui concerne la richesse pétrolière du pays, accumuler et préserver les revenus pétroliers pour les générations futures.

## Dépenses du SOFAZ
Conformément à la réglementation relative à SOFAZ, les actifs du Fonds peuvent être utilisés pour résoudre des problèmes majeurs affectant la nation, et pour la construction et la reconstruction d'infrastructures stratégiquement importantes pour soutenir le progrès socio-économique.
Les transferts au budget de l'État constituent également une composante importante des sorties de fonds du Fonds. Une très petite partie des actifs du Fonds est utilisée pour couvrir les coûts opérationnels.
Conformément à la loi sur le système budgétaire de la République d'Azerbaïdjan, toutes les dépenses de SOFAZ, à l'exception des dépenses de fonctionnement, sont incorporées dans le cadre d'un budget annuel consolidé du gouvernement présenté au Parlement pour approbation. Conformément à cette loi, SOFAZ ne peut exécuter que les dépenses prévues par son budget.

## Transparence
Une mesure clé pour promouvoir la transparence dans le système de fonctionnement de SOFAZ est un audit régulier de ses activités financières par un cabinet d'audit international réputé.[Lequel ?] 
Des informations et des communiqués de presse, ainsi que des déclarations trimestrielles et annuelles, en azerbaïdjanais et en anglais, sur les revenus et les dépenses du Fonds sont régulièrement publiés dans la presse locale, sur le site Web officiel de SOFAZ (www.oilfund.az) et sur les pages des médias sociaux (Facebook, Twitter) pour refléter les développements dans différents domaines d'activités du SOFAZ, et aussi pour promouvoir la transparence dans l'utilisation des revenus pétroliers.
Le SOFAZ a remporté le Prix de la fonction publique de l'ONU 2007 pour l'amélioration de la transparence, de la responsabilité et de la réactivité dans la fonction publique. Les Prix des Nations unies pour la fonction publique sont la reconnaissance internationale la plus prestigieuse de l’excellence du service public. Créé en 2003, ils récompensent les réalisations créatives et les contributions des institutions de service public à une administration publique plus efficace et plus réactive dans les pays du monde entier. Le SOFAZ est la première agence gouvernementale à recevoir le Prix du service public des Nations unies parmi les institutions gouvernementales d'Europe de l'Est et des pays de la CEI.
Tenant compte du fait que l'Azerbaïdjan est le premier pays à terminer la validation - le processus d'assurance qualité de l'ITIE, qui vérifie le respect des principes et critères de l'ITIE, le «Prix ITIE 2009» a été décerné à l'Azerbaïdjan, lors de la 4e Conférence internationale de l'ITIE tenue en février 2009 à Doha, Qatar.

## Logo
Le logo du SOFAZ représente un homme tenant quelque chose de cher et de précieux dans ses mains, symbolisant l'activité principale du fonds pour préserver la richesse de l'Azerbaïdjan pour les générations futures.
Les mains de la figure sont décrites comme deux boteh. 
La zone entre les mains est décrite comme l'œil de l'Omniscience orienté vers l'avenir du pays et de la nation, dans laquelle le SOFAZ joue un rôle crucial. La sphère entre les mains peut également être décrite comme le cœur du SOFAZ, symbolisant la transparence du Fonds.